# Трофимов, Евгений Никитович
Евгений Никитович Трофимов (род. 22 декабря 1947, п. Абезь, Интинский район, Коми АССР, РСФСР, СССР) — советский и российский деятель органов внутренних дел, российский государственный деятель. Министр внутренних дел Коми АССР с января 1987 по 1992. Министр внутренних дел по Республике Коми с 1992 по сентябрь 1999. Член Совета Федерации Федерального собрания Российской Федерации — представитель от законодательной власти Республики Коми с 21 декабря 2001 по 21 апреля 2011. Генерал-лейтенант милиции (1996). Президент Федерации волейбола Коми.

## Биография
Родился 22 декабря 1947 в посёлке Абезь Интинского района (ныне — городской округ Инта) Коми АССР. По национальности — коми.
В 1966 начал трудовую деятельность слесарем Печорской лесоперевалочной базы Коми АССР.
С 1966 по 1969 проходил срочную службу в рядах Советской армии, после армии вернулся к прежней работе.
В 1970 году поступил в Ленинградскую специальную школу милиции МВД СССР, в 1972 году окончил её и начал службу инспектором Отделения по борьбе с хищением социалистической собственности (ОБХСС) Отдела внутренних дел (ОВД) исполкома Сыктывкарского городского совета народных депутатов.
Занимал должности старшего инспектора ОБХСС МВД Коми АССР, начальника ОБХСС ОВД Сыктывкарского горисполкома, начальника отделения по особо важным делам отдела МВД Коми АССР, начальника второго отделения ОБХСС МВД Коми АССР, начальника ОБХСС МВД Коми АССР.
С октября 1985 по январь 1987 — заместитель министра внутренних дел Коми АССР.
В 1987 году окончил Академию МВД СССР по специальности «юрист-организатор в сфере правопорядка».
В январе 1987 года назначен министром внутренних дел Коми АССР (с 1992 года — Республика Коми), занимал этот пост до сентября 1999. Завершил службу в звании генерал-лейтенанта милиции (присвоено 10 апреля 1996).

## Политическая деятельность
В 1985—1990 являлся депутатом Верховного совета Коми АССР одиннадцатого созыва.
В 1999 назначен заместителем Главы Республики Коми, председателем Государственного комитета по безопасности РК.
С 21 декабря 2001 по 21 апреля 2011 — Член Совета Федерации Федерального собрания Российской Федерации — представитель от законодательной власти Республики Коми, заместитель председателя Комитета Совета Федерации по социальной политике, член Комиссии Совета Федерации по взаимодействию со Счётной палатой Российской Федерации.
3 мая 2011 указом Главы Республики Коми № 61 «О внесении изменения в Указ Главы Республики Коми от 17 февраля 2011 г. № 17 „О Правительстве Республики Коми“» назначен членом Правительства Республики Коми.

## Семья
Женат, имеет сына и дочь.

## Награды
- Орден Почёта (1991)
- Медаль Жукова (1995)
- Медаль «300 лет Российскому флоту» (1996)
- Медаль «За отличие в охране общественного порядка» (1999)
- Почётный гражданин города Печоры (2007)
- Благодарность Президента Российской Федерации (2010)
- Почётный гражданин города Сыктывкара (15 июля 2018) — за большие заслуги в социально-экономическом развитии Сыктывкара, укрепление правопорядка и общественной безопасности[3]